# Cratere Wallula
Wallula  è un cratere sulla superficie di Marte.